# Institution correctionnelle fédérale de Terminal Island
Federal Correctional Institution, Terminal Island
L'institution correctionnelle fédérale de Terminal Island (en anglais : Federal Correctional Institution, Terminal Island ou FCI Terminal Island) est une prison fédérale (en) américaine de faible sécurité située à Los Angeles, dans le comté de Los Angeles, en Californie. L'établissement accueille exclusivement des détenus de sexe masculin et est géré par le Bureau fédéral des prisons une division du ministère de la Justice des États-Unis.
La prison de Terminal Island est située à l'entrée du port de Los Angeles, entre San Pedro et Long Beach.

## Histoire

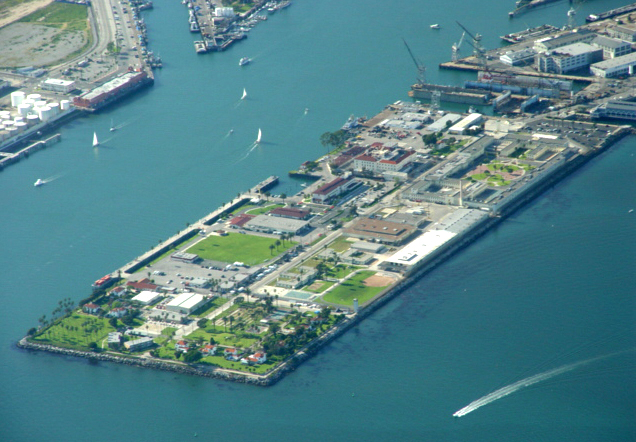
Photographie aérienne du point de réservation sur Terminal Island, avec la prison en haut à droite, au-dessus de la base de la Garde côtière

La prison est mise en service le 1er juin 1938 à l'extrémité sud de l'île de Terminal Island, à côté d'une base de la garde côtière des États-Unis avec 610 hommes et 40 femmes prisonniers. A son ouverture, il est alors constitué d'un quadrilatère central entouré de trois blocs de cellules. La construction de l'établissement a couté 2 000 000 $.
En 1942, la marine américaine prend le contrôle de la prison afin de l'utiliser comme station d'écoute et, plus tard, en tant que caserne pour les prisonniers présentés devant une cour martiale. L'établissement est désaffecté par la marine en 1950, les locaux étant remis par la suite à l'État de Californie pour être utilisé comme établissement médical et psychiatrique.
L'État de Californie rend le contrôle de l'établissement au Bureau fédéral des prisons en 1955 afin qu'il soit converti en prison fédérale de sécurité faible à moyenne. La prison a été mixte jusqu'en 1977, les détenues étant logées dans des quartiers séparés. À partir de cette date, la surpopulation carcérale imposa le transfert des femmes à l'institution correctionnelle fédérale de Dublin, toujours en Californie.
La prison reçoit également davantage de barbelés et de gardes armés au début des années 1980 afin de dissiper l'image de « Club Fed » de l'établissement. Un scandale de corruption a secoué la prison au début des années 1980, entraînant l'inculpation de six employés pour pots-de-vin, dissimulation, vente de marijuana aux détenus et autres actes de corruption. Parmi les personnes inculpées figuraient Charles DeSordi, l'enquêteur en chef des crimes de la prison, le plus haut responsable de la prison fédérale jamais inculpé.
En 2020, le COVID-19 infecte près de la moitié de la population carcérale de l'établissement. Avec 9 décès et plus de 681 détenus testés positifs au coronavirus, la prison aurait l'un des pires cas avec le plus de cas de détention fédérale dans le pays et plus que toutes les prisons d'État de Californie réunies.

### Détenus notables (avant 1982)
† Les détenus libérés avant 1982 ne sont pas répertoriés sur le site Web du Bureau fédéral des prisons.
| Nom du détenu          | Numéro d'enregistrement | Statut | Détails |
| ---------------------- | ----------------------- | --- | --- |
| Qian Xuesen            | Non répertorié†         | Détenu à Terminal Island en 1950 (pré-FCI) sur des soupçons de sympathies communistes. Nom orthographié Hsue-Shen Tsien.                                    | Spécialiste des fusées d'origine chinoise. Arrêté en septembre 1950 et détenu pendant deux semaines à Terminal Island, libéré sous la surveillance du gouvernement. A quitté les États-Unis en 1955 pour la Chine ; apporté d'importantes contributions aux programmes nucléaires, de missiles et spatiaux chinois. |
| Liz Renay              | Non répertorié†         | Détenu à la FCI Terminal Island de 1959 à 1961 pour parjure.                                                                                                | Petite amie du chef de file de la mafia de Los Angeles, Mickey Cohen. Reconnu coupable de parjure en 1959 et a purgé 27 mois à Terminal Island. |
| Salvatore Bonanno (en) | Non répertorié†         | Détenu à la FCI Terminal Island de 1968 à 1972 pour fraude à la carte de crédit.                                                                            | Consiglier de la famille criminelle Bonanno à New York dans les années 1960 et fils de l'ancien patron Joseph Bonanno,. |
| Edward Bunker          | Non répertorié†         | Détenu à FCI Terminal Island de 1973 à 1975. | Écrivain de romans policiers, scénariste et acteur ; a écrit No Beast So Fierce pendant son incarcération à FCI Terminal Island, qui a été adapté dans le film Straight Time avec Dustin Hoffman. Plus tard, il est apparu dans plusieurs films, dont Reservoir Dogs.                                               |
| Al Capone              | Non répertorié†         | Détenu à FCI Terminal Island de 1939 à 1940. | Chef du syndicat du crime connu plus tard sous le nom de Chicago Outfit, qui a fait de la contrebande et de la contrebande d'alcool pendant la prohibition dans les années 1920; reconnu coupable d'évasion fiscale en 1931.                                                                                        |
| Henry Hill             | Non répertorié†         | Détenu à FCI Terminal Island dans les années 1970. | Ancien associé de la famille criminelle Lucchese à New York; interprété par Ray Liotta dans le film Goodfellas de 1990,. |
| Timothy Leary          | Non répertorié†         | Détenu à FCI Terminal Island en 1974. | professeur à Harvard et gourou du LSD ; reconnu coupable en 1970 d'une évasion de prison antérieure et de possession de marijuana. |
| Charles Manson         | Non répertorié†         | Détenu à la FCI Terminal Island de 1956 à 1958 pour vol de voiture et fraude par chèque.                                                                    | Avait purgé une peine d'emprisonnement à perpétuité pour meurtre à la prison d'État de Corcoran ; inspirerait plus tard Helter Skelter dans le meurtre de Sharon Tate et d'autres en 1969; décédé en 2017. |
| Anita O'Day            | Non répertorié†         | Détenu à la FCI Terminal Island en 1954 sur une condamnation pour possession d'héroïne.                                                                     | Chanteur de jazz acclamé à l'époque du swing dans les années 1930 et 1940. |
| Mike Rizzitello (en)   | Non répertorié†         | Détenu à FCI Terminal Island pendant neuf mois en 1987; pour avoir violé sa libération conditionnelle pour s'être associé à des affiliés au crime organisé. | Caporegime dans la famille criminelle de Los Angeles de 1977 à 1990. |
| Rosario Gambino (en)   | Non répertorié          | Détenu à la FCI Terminal Island pour purger une peine de 45 ans pour avoir vendu de l'héroïne à un policier en civil en 1984                                | Un soldat des Gambinos de Cherry Hill ; un équipage de la famille criminelle Gambino. |
| Le Port Chicago 50     | Non répertorié†         | Détenu à FCI Terminal Island de novembre 1944 à janvier 1946.                                                                                               | 50 marins afro-américains reconnus coupables de mutinerie pour avoir refusé de charger des munitions sur des navires de la marine américaine dans des conditions dangereuses après la catastrophe du port de Chicago, une explosion qui a tué 320 personnes, dont 202 marins noirs.                                 |
| Flora Purim            | 2775                    | Détenue à FCI Terminal Island en 1976. | Chanteuse de jazz brésilienne au sommet de sa carrière au milieu des années 70 ; condamnée C. 1975 de possession de cocaïne. |
| Owsley Stanley         | Non répertorié†         | Détenu à FCI Terminal Island de 1970 à 1972. | Célèbre chimiste LSD, figure de la contre-culture et ingénieur du son Grateful Dead. Envoyé à Terminal Island après qu'un juge a révoqué une libération antérieure en raison d'une deuxième saisie de drogue. |

### Détenus notables (depuis 1982)
| Nom du détenu           | Numéro d'enregistrement | Statut                                                                                           | Détails |
| ----------------------- | ----------------------- | ------------------------------------------------------------------------------------------------ | --- |
| Mouli Cohen (en)        | 57613-112               | purger une peine de 22 ans ; sortie prévue en 2029.                                              | Entrepreneur en musique sur Internet ; reconnu coupable en 2011 de fraude électronique, de blanchiment d'argent et d'évasion fiscale pour avoir fraudé des célébrités, des investisseurs et un organisme de bienfaisance destiné à aider les pauvres de plus de 31 millions de dollars ; l'histoire a été présentée dans l'émission de télévision CNBC American Greed . |
| Eric McDavid (en)       | 16209-097               | Libéré de garde à vue en 2015; servi 10 ans.                                                     | Membre du groupe écoterroriste Earth Liberation Front ; reconnu coupable en 2007 d'avoir conspiré pour détruire un barrage du nord de la Californie, un laboratoire de génétique, des tours de téléphonie cellulaire et d'autres cibles,. |
| Anthony Elgindy (en)    | 55479-198               | Libéré de garde à vue en 2013 ; servi 8 ans.                                                     | Ancien agent de change ; reconnu coupable en 2006 de complot de racket, de fraude en valeurs mobilières, de fraude électronique et d'extorsion pour avoir utilisé des informations fournies par un agent corrompu du FBI pour diffuser une publicité négative sur les entreprises via son site Web.                                                                     |
| Brian O'Dea (en)        | 20293-086               | Transféré dans une prison canadienne en 1992 après avoir purgé un an.                            | Trafiquant de drogue majeur au Canada et auteur du livre High: Confessions of a Pot Smuggler. |
| Anthony Parnes (en)     | 87015-012               | Détenu à la FCI Terminal Island de 1987 jusqu'à son extradition vers la Grande-Bretagne en 1988. | Agent de change britannique qui a commis une fraude de plusieurs millions de dollars contre la compagnie d'alcool Guinness connue sous le nom d'affaire Guinness (en),. |
| Michael Riconosciuto    | 21309-086               | Libéré de garde à vue en 2017; servi 26 ans.                                                     | Expert en informatique; reconnu coupable en 1992 de complot en vue de produire et de distribuer de la méthamphétamine. |
| Robert Gilbeau (en)     | 56978-298               | Libéré de garde à vue en 2018; servi plus de 1 an.                                               | Premier amiral en service actif jamais reconnu coupable d'un crime. A menti aux enquêteurs sur sa relation avec "Fat" Leonard Glenn Francis et a empoché 40 000 $ en pots-de-vin. |
| John Peter Galanis (en) | 14097-054               | purger une peine de 10 ans ; sortie prévue en 2027.                                              | Un fraudeur américain notoire en matière de crimes financiers, condamné pour avoir fraudé une entité tribale amérindienne et divers clients de conseil en investissement de dizaines de millions de dollars dans une escroquerie frauduleuse et trompeuse. |
| Chad Andrew Carter      | 26259-111               | Purge une peine de 42 mois, sortie prévue le 30 juin 2024                                        | accusé en 2020 d'avoir montré de la pédopornographie dans une réunion Zoom. |
| Michel Franzese         | 09699-016               | 10 ans de prison pour racket. Sorti en 1994.                                                     | Ancien mafieux new-yorkais et caporegime de la famille criminelle de Colombo, et fils de l'ancien sottocapo Sonny Franzese (en). |
| Damien Kutzner          | 68436-112               | purger une peine de 5 ans ; sortie prévue en 2022                                                | Fraude hypothécaire ; |

## Installation et services
Tous les détenus doivent conserver une affectation régulière dans une des différentes offres de travail proposées dans l'établissement, à moins d'en être médicalement exemptés. De nombreuses affectations de travail sont contrôlées par un système de rémunération au rendement, qui fournit une rémunération pécuniaire contre le travail fourni par chaque détenu. UNICOR, nom commercial donnée aux Federal Prison Industries (en), un programme d'emploi opéré par le gouvernement américain, dispose ainsi d'une échelle salariale distincte en fonction des types de travaux assurés par les détenus. Ainsi, les travaux d'entretien en établissement sont généralement la première affectation des nouveaux détenus. Celles-ci peuvent également inclure des affectations au service alimentaire, en tant qu'infirmier d'unité ou dans un atelier d'entretien. Mais un nombre important d'emplois de détenus sont disponibles dans les Federal Prison Industries (en) et il y a une liste d'attente pour les emplois en usine.
UNICOR emploie et forme des détenus grâce à l'exploitation et aux revenus de l'usine de métallurgie qui produit des objets métalliques de haute qualité pour le gouvernement fédéral. Les détenus doivent cependant obtenir un GED pour l'avancement de grade et doivent participer au programme de responsabilité financière (si nécessaire) avant de pouvoir être employés par UNICOR dans un magasin de l'établissement spécialisé dans la réparation, la remise à neuf et le reconditionnement de meubles, d'équipements de bureau, de pneus et d'autres biens du gouvernement.

## Éducation
Tous les détenus sont tenus d'obtenir leur General Educational Development (GED) avant leur libération. Les cours magistraux sont assurés par le Coastline Community College (en).